# Alemany
|  | Per a altres significats, vegeu «Alemany (desambiguació)». |

L'alemany (Deutsch [dɔʏtʃ]  escoltar (?·pàg.)) és una llengua germànica occidental parlada principalment a l'Europa Central. És la llengua oficial o cooficial i la més parlada d'Alemanya, Àustria, Suïssa, el Tirol del Sud (Itàlia), la Comunitat Germanòfona de Bèlgica i Liechtenstein. També és una de les tres llengües oficials de Luxemburg i llengua cooficial al Voivodat d'Opole a Polònia. Les llengües més semblants a l'alemany són els altres membres de la branca de llengua germànica occidental: l'afrikaans, el neerlandès, l'anglès, el frisó, el baix alemany, el luxemburguès i l'ídix. També n'hi ha similituds rellevants de vocabulari amb el danès, el noruec i el suec, tot i que pertanyen al grup germànic septentrional. L'alemany és el segon idioma germànic més difós després de l'anglès. El nom en català prové del francès medieval, llengua que va acabar donant a la totalitat dels alemanys una designació que originàriament només era vàlida per al poble dels alamans.
És una de les principals llengües del món: l'alemany és la primera llengua de gairebé 100 milions de persones en tot el món i la llengua materna més parlada a la Unió Europea. Juntament amb el francès, l'alemany és la segona llengua estrangera més freqüent a la UE després de l'anglès, i és la segona llengua més parlada de la UE quant a parlants globals. L'alemany també és la segona llengua estrangera més àmpliament ensenyada a la UE després de l'anglès a l'escola primària (però la tercera després de l'anglès i el francès en un nivell secundari inferior), la quarta llengua no anglesa més estesa als Estats Units (després de l'espanyol, el francès i la llengua de signes americana), i el segon idioma científic més utilitzat, així com el segon idioma més utilitzat en llocs web després de l'anglès. Els països de parla alemanya ocupen el cinquè lloc quant a la publicació anual de nous llibres, i una desena part de tots els llibres (inclosos els llibres electrònics) es publiquen en alemany. Al Regne Unit, l'alemany i el francès són les llengües estrangeres més sol·licitades per les empreses (amb un 49% i un 50% d'empreses que identifiquen aquestes dues llengües com les més útils, respectivament).
L'alemany és un llengua fusional amb quatre casos per a substantius, pronoms i adjectius (nominatiu, acusatiu, genitiu i datiu), tres gèneres (masculí, femení i neutre), dos números (singular i plural) i verbs forts i febles. La majoria del vocabulari de l'alemany deriva de l'antiga branca germànica de la família lingüística indoeuropea. A més a més, una part de les paraules alemanyes deriven del llatí i el grec, i en una escala menor, del francès i l'anglès modern. Amb tres variants estandarditzades lleugerament diferents, l'alemany és un llenguatge pluricèntric. També és notable pel seu ampli espectre de dialectes, amb moltes varietats úniques existents a Europa i també en altres parts del món. A causa de la limitada intel·ligibilitat entre certes varietats i l'alemany estàndard, així com la manca d'una diferència científica indiscutible entre un «dialecte» i una «llengua», algunes varietats alemanyes o grups dialectals (per exemple, el baix alemany o el plautdietsch) en alguns casos es consideren «llengües» o en d'altres «dialectes».

## Origen
Fins ben entrat el segle xx, en tot l'àmbit alemany i neerlandès s'ha parlat una munió de dialectes germànics relacionats entre si, formant el que s'anomena un continu lingüístic. Aquest continu es divideix en dues grans àrees dialectals: el baix alemany, al nord, i l'alt alemany, al sud, separades per l'anomenada línia de Benrath, que marca el límit septentrional del fenomen de la segona mutació consonàntica. La llengua estàndard alemanya està basada en l'alt alemany. Els dialectes es continuen parlant avui en dia, encara que en algunes zones estan quasi extints, mentre que en altres, com a Suïssa, encara conserven molta vitalitat.
L'alemany actual és una mena d'invenció culta destinada a ser la llengua escrita i normalitzada dels múltiples dialectes. A la primeria del segle xv, per la invenció de la impressió i la proliferació de llibres en llengua vernacla, els impressors cerquen una llengua més estandarditzada, per a facilitar la venta. D'un altre costat el creixent regne francès cerca i imposa una llengua administrativa única per a facilitar el govern. Si la traducció de la Bíblia feta per Luter del 1534, basada en el dialecte alt saxó, va ser una peça clau en la normativització de l'alemany, Luter no va «crear» l'alemany escrit. Tot just després de la seva mort ja es va reeditar el seu Catequisme i Bíblia amb molts canvis ortogràfics –sense tocar el vocabulari–, i que ja hi havia molts escrits en alemany abans de Luter. Aquesta normativització es va refermar a la fi del segle xviii amb les obres dels que es consideren com a clàssics alemanys (Goethe, Friedrich von Schiller, Lessing, etc.) i fou consolidada amb la creació de l'Imperi alemany el 1871. Aquesta unió política va fer possible l'adopció d'una normativa unificada, que amb el canvi de segle fou acceptada també per Àustria i Suïssa amb molt poques variacions.
Aquest model estàndard està basat en la llengua utilitzada a la fi del segle xviii a la cancelleria de Saxònia, i després va ser molt influït pel model de la cancelleria de Viena. Pel que fa a la pronunciació, el model adoptat fou el del nord, ja que Prússia va ascendir meteòricament a partir dels segles xvii i xviii fins a una posició que la va convertir en potència hegemònica per a bona part del territori germanòfon. A partir del segle xvi, el nord d'Alemanya començà a viure un procés de substitució lingüística, que avui en dia encara no ha conclòs del tot, per mitjà del qual el sassesch o, sigui, el baix alemany, fou gradualment substituït per l'alemany en un procés sociolingüístic que va anar —i va— de dalt cap a baix. Els parlants de sassesch que volien avançar socialment aprenien l'alemany com una llengua estrangera, i una de les conseqüències que aquest fet va tenir és que van cenyir la pronunciació que donaven a l'alemany a la seva ortografia; de manera que el lema ideal era per a ells pronuncia així com escrius. Així, doncs, podem dir que l'alemany estàndard actual està basat en el model de la cancelleria de l'antic Regne de Saxònia (que més o menys correspon a l'actual estat federat de Saxònia), després d'haver estat molt influït pel model de la cancelleria imperial situada a Viena i haver sofert importants modificacions lexicals, sintàctiques i morfològiques com a fruit dels debats teòrics duts a terme en el si de les Sprachgesellschaften o Societats de la Llengua a partir de la Pau de Westfàlia. Conseqüència de la posició cada cop més hegemònica de Prússia a partir de la Guerra dels Trenta anys, però, i sobretot, conseqüència de la seva posició hegemònicament única a partir de la fundació del Reich alemany el 1871, és l'adopció de la pronúncia de l'alemany pels habitants del nord d'Alemanya com a model ortoèpic. L'abolició de l'estat de Prússia després de la II Guerra Mundial no va afectar pas el model ortoèpic que, fins al dia d'avui, continua sent el model donat per la pronúncia del nord.
Tot i que s'escrivia, l'alemany estàndard no es començà a parlar de manera habitual fins al segle xix, quan es va introduir obligatòriament a les escoles. Cal deixar clar, però, que aquest estàndard era només un estàndard escrit, no pas parlat: cada regne hi donava la pronunciació subjacent del seu dialecte o idioma. L'any 1898, una comissió d'experts va redactar la Deutsche Bühnenaussprache (pronunciació alemanya per al teatre). Com el nom indica, no pretenia ser res més que una pronúncia que permetés als actors poder representar les obres teatrals sense haver d'adaptar-ne la pronúncia a la de la ciutat on les representarien. A falta d'una altra proposta, aquesta pronunciació fou adoptada pels locutors de ràdio des dels anys 30 del segle xx, la qual cosa ajudà a donar-la a conèixer i a afermar-la en el si de la societat alemanya. Quan es va inventar el cinema parlat, aquest també hi va recórrer i, finalment, quan, a la fi de la II Guerra Mundial, milions de desplaçats foren reassentats en territori alemany, aquesta mateixa pronúncia, per bé que amb alguna modificació, es va convertir realment en la pronunciació ortoèpica de l'estàndard alemany. Sense exagerar podem dir, doncs, que la història de l'alemany actual comença, realment, a partir del 1945.

## Classificació
L'alemany forma part de la branca occidental de les llengües germàniques, que alhora forma part de les llengües indoeuropees. En el si de les llengües germàniques, és una de les llengües del germànic meridional.

## Estatus oficial

La bandera D-A-CH, una bandera no oficial que comprèn les banderes dels tres estats dominants de lSprachraum alemany

L'alemany estàndard és l'única llengua oficial a Liechtenstein i Àustria; comparteix l'estatus oficial a Alemanya (amb el baix alemany, danès, frisó i sòrab com a llengües minoritàries), Suïssa (amb el francès, italià i romanx), Bèlgica (amb el neerlandès i francès) i Luxemburg (amb el francès i luxemburguès). L'alemany fou llengua oficial de Namíbia fins al 1990 juntament amb l'anglès i l'afrikaans. Després de la independència el 1990, l'anglès esdevingué l'única llengua oficial de Namíbia; l'alemany hi continua gaudint de l'estatus de llengua nacional tot i que només 1% de la població el parla, l'anglès del seu costat només hi és la llengua materna de 3%.L'alemany té ús reconegut de llengua oficial local en regions germanòfones de Dinamarca, Itàlia i Polònia. És també una de les 23 llengües oficials de la Unió Europea.
És també una llengua minoritària a l'Argentina, Brasil, Camerun, Canadà, Xile, Croàcia, a la República Txeca, Estònia, França, Hongria, al Kazakhstan, Letònia, Lituània, Mèxic, Namíbia, Paraguai, Polònia, Romania, Rússia, Sèrbia, Eslovàquia, Tadjikistan, Togo, Ucraïna, a l'Uruguai i als Estats Units.
L'alemany va ser la lingua franca d'Europa central, de l'est i nord d'Europa i continua sent una de les llengües estrangeres més populars d'Europa. El 32% dels ciutadans de l'Europa dels 15 diuen que poden parlar en alemany (tant com a llengua materna o segona com en qualitat de llengua estrangera). Existeix una gran possibilitat de veure canals de televisió en alemany per satèl·lit o per cable.

## Varietats de la llengua

Difusió de l'alemany

### Llengua estàndard
Encara que s'utilitzi el terme "alemany" per a referir-se a l'idioma escrit, al terreny parlat hi ha una àmplia varietat de dialectes al llarg i ample del territori germanoparlant. L'alemany estàndard (dit Hochdeutsch) no es va originar a partir d'un dialecte concret, sinó que es creà a partir dels diversos dialectes (sobretot els centrals) com a llengua escrita.
A la major part de les regions, la gent ha abandonat els seus dialectes i parlen col·loquialment una barreja entre l'alemany estàndard i el dialecte autòcton. Açò no succeeix a Suïssa, on l'alemany estàndard amb prou feines es parla, un fet que té clarament l'origen en el rebuig social vers la norma alemanya que es va produir quan es van conèixer les atrocitats comeses pels alemanys durant la II Guerra Mundial i que va estar a punt de generar una nova llengua -cosa que sí que va passar, i per les mateixes raons, a Luxemburg-. En certes regions alemanyes, sobretot en algunes grans ciutats del nord, una gran part de la població només parla la llengua estàndard. A Westfàlia, el procés de substitució lingüística del baix alemany per l'alemany està pràcticament acabat després que, en els anys 60, la generació fèrtil deixés de transmetre la llengua als seus fills, engendrant una generació que, com a màxim, ja només entén passivament el baix alemany, i produint una fractura lingüística entre la generació dels avis i les generacions dels nets i posteriors. Grosso modo es calcula que a Westfàlia ja només parla activament el baix alemany entre el 6 i el 8% de la població, de tipus exclusivament rural. A la resta del territori baix alemany, el procés de substitució lingüística no està tan avançat com a Westfàlia. El territori que millor ha conservat fins al dia d'avui el baix alemany com a llengua parlada és el territori de Frísia Oriental.
La llengua estàndard té diferències regionals, especialment en vocabulari, tot i que també en pronúncia i gramàtica. Aquestes diferències són molt menors que les que existeixen entre els Dialekte, autèntiques llengües convertides en dialectes en el procés del seu arraconament a partir del segle xvi. Tanmateix, l'alemany es considera una llengua pluricèntrica, perquè certes varietats dels tres majors països germanoparlants són considerades estàndard de la mateixa manera.

### Dialectes

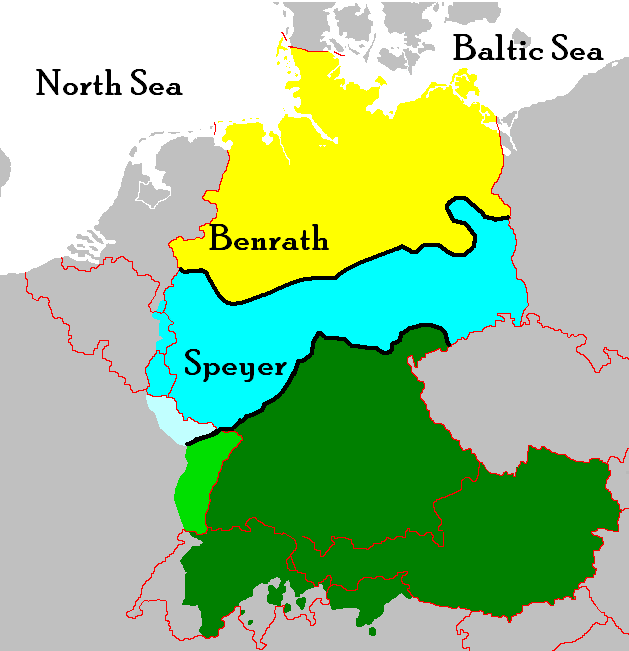
Segona mutació consonàntica germànica, mapa dels dialectes alemanys dividits en alt alemany (verd), alemany central (blau) i baix alemany (groc). També estan marcades les línies de Benrath id'Espira (en alemany: Speyer) en negre

Les variacions entre els diferents “dialectes” (aquest mot és tot un clàssic de la sociolingüística: reflecteix la conversió de totes les llengües diferents de l'alemany en “dialectes” de l'alemany com a part del mecanisme social que els vol destruir) són considerables; la intel·lecció mútua entre parlants de diferents dialectes no és possible sense recórrer a l'alemany estàndard. A més a més, els “dialectes” alemanys tampoc no solen ser entesos per algú que només conegui l'alemany estàndard. Podem dividir els “dialectes” entre els dialectes del baix alemany i els de l'alt alemany. Tant uns com els altres es consideren, socialment parlant, “dialectes” de l'alemany, encara que, lingüísticament parlant, no ho siguin pas.
La separació entre ambdues zones ve donada per l'anomenada línia de Benrath (alemany: Benrather Linie), que separa les zones que presenten la segona mutació consonàntica alemanya dels territoris que no la presenten. Aquesta mutació es registra al voltant de l'any 500 dC al sud-oest de l'àrea de parla germànica i, en la teoria monofocal del seu origen, va estenent-se a poc a poc cap al nord des del focus originari d'irradiació, afectant les zones en major o menor grau i donant com a resultat les parles actuals. Els “dialectes” afectats en major o menor mesura per aquest canvi formen el bloc anomenat alt alemany, mentre que les parles al nord d'aquesta línia, que no quedaren afectades per cap d'aquests canvis consonàntics, van donar lloc, amb el decurs del temps, a l'anglès, el neerlandès, el frisó occidental i els diferents dialectes del baix alemany.
Una altra segona línia destacable seria la marcada pel riu Main (també anomenada línia d'Espira; alemany: Speyerer Linie), al sud de la qual la segona mutació es dona totalment (alemany superior o Oberdeutsch), i al nord només parcialment (alemany central o Mitteldeutsch, dels quals es deriva l'alemany estàndard).
Ras i curt: La línia de Benrath separa el baix alemany de l'alt alemany. La línia d'Espira separa l'alemany central de l'alemany superior. Un exemple de les variacions fonètiques es veu tot seguit:
| Mot del baix alemany (baix saxó) | Mot del neerlandès | Mot de l'alt alemany | Mot germànic                                                                     | Significat |
| -------------------------------- | ------------------ | -------------------- | -------------------------------------------------------------------------------- | ---------- |
| ik                               | ik                 | ich                  | *ekan, ikan                                                                      | jo         |
| maken                            | maken              | machen               | *makōn-                                                                          | fer        |
| Dörp                             | dorp               | Dorf                 | *þurpan, *þorpan                                                                 | poble      |
| tüschen                          | tussen             | zwischen             | *in/undar twisk-                                                                 | entre      |
| up                               | op                 | auf                  | *ūp-, *upp[a]                                                                    | damunt     |
| Korf                             | korf               | Korb                 | *korβiz ← llatí corbis                                                           | cistella   |
| dat                              | dat                | das                  | *þatan                                                                           | allò       |
| Appel                            | appel              | Apfel                | germànic meridional *applaz, *appluz ← germànic de la e i de la a *aplaz, *apluz | poma       |

Aquestes enormes diferències entre els dialectes del baix alemany i de l'alt alemany han dividit la comunitat filològica. Algunes teories sostenen que el neerlandès no és més que un altre dialecte del baix alemany, que a pesar d'haver adoptat una normativa pròpia, no deixa de ser un dialecte alemany. Altres teories prefereixen considerar el baix alemany i el neerlandès com a idiomes distints.

### L'alemany suís
L'alemany suís - Schwyzerdütsch
Es dona el cas curiós dels dialectes d'alemany suís. Hi ha diverses modalitats, depenent de la regió geogràfica. Per exemple, el Züridütsch (alemany suís de Zuric), Bärndütsch (de Berna), Urnerdüütsch (d'Uri), Luzärnerdütsch, (de Lucerna), Baseldiitsch (de Basilea), Sanggallerdüütsch (de Sankt Gallen), Wallisertiitsch (del Valais), etc.
En tots aquests casos es tracta de dialectes parlats. És a dir, el seu parlar és dialectal, però normalment escriuen en alemany estàndard, encara que també hi ha una tendència minoritària que intenta reflectir la parla dialectal en edicions escrites (email, sms). El principal problema que es troben en aquesta empresa és la gran quantitat de variacions dialectals, que en molts casos difereixen significativament unes de les altres. Per exemple, els alemanys no entenen l'alemany suís gaire fàcilment, però els suïssos, contràriament, entenen els alemanys sense problema.

### Exemples de variacions lèxiques dialectals
- Grüezi (en alemany suís de Zuric zürituusch) > Hallo (en Hochdeutsch) > 'hola' (si bé el seu origen és Grüß dich en alemany estàndard que significa 'salutació')
- rüebli (en alemany suís) > Mohrrübe o Karotte (en Hochdeutsch) > 'carlota, pastanaga'
- merci vill mal (en alemany suís) > Danke schön (en Hochdeutsch) > 'moltes gràcies'
- schnufe (en alemany suís) > atmen (en Hochdeutsch) > 'respirar'
- nöd (en alemany suís) > nicht (en Hochdeutsch) > 'no'
- chli (en alemany suís) > klein (en alemany estàndard) > glõa (en dialecte bavarès) > lütt (en Niederdeutsch) > 'xicotet'
- Weggli (en alemany suís) > Semmel (en Niederdeutsch) > Brötchen (en Hochdeutsch) > 'panet'
- Sonnabend (en Niederdeutsch) > Samstag (en Hochdeutsch) > 'dissabte'
- Segons la regió, la tardor pot rebre els noms Herbst, Spätjahr, Spätling, entre d'altres.

En alguns casos, els dialectes suïssos difereixen considerablement els uns dels altres, tal com es pot observar en aquest exemple:
és mödeli ankä (en alemany suís de Berna Bärndütsch) >>
e stückli butter (en alemany suís de Zuric züritüütsch) >>
ein Stückchen Butter (en Hochdeutsch) >>
'un poc de mantega'

### Exemples de variacions morfològiques
En alemany suís empren -li com a sufix diminutiu en compte de -chen de l'alemany estàndard.

### Exemples de variacions fonològiques
En alemany de Zúric es pronuncia una vibrant, com en català, quan es realitza el fonema corresponent amb la lletra «r».
La seqüència ei que es pronuncia [a͡ɪ̯] o [a͡e̯] en alemany estàndard, es pronuncia [iː] en alemany suís, quan el diftong gràfic <ei> procedeix de la vocal <î> de l'alemany antic i mitjà.

## Gramàtica

### Flexió nominal
Els substantius alemanys es flexionen:
- En un dels quatre casos gramaticals: nominatiu, genitiu, datiu i acusatiu.
- En un dels tres gèneres en singular: masculí, femení o neutre; en plural hi ha una única forma en què el gènere queda neutralitzat. Les terminacions de les paraules de vegades reflecteixen el gènere gramatical; per exemple, els noms acabats en …ung, …schaft o …heit són femenins, mentre els noms que acaben en …chen o …lein (formes diminutives) són neutres; tot i això la majoria de les paraules no tenen regles i el vocabulari s'ha d'aprendre junt amb el gènere corresponent.
- En dos nombres: singular i plural. La generació del plural és també irregular i pot comportar canvis a l'arrel principal de la paraula, com l'addició d'un "umlaut" (canvi vocàlic).

Encara que l'alemany sigui citat com a exemple de llengua amb un grau de flexió alt (amb 100 milions de parlants nadius, l'alemany és gairebé la llengua més parlada amb el grau de flexió més alt de les llengües germàniques arreu), el grau de flexió és considerablement menor al de l'alemany antic o altres llengües indoeuropees antigues com el llatí, grec antic o el sànscrit. Els tres gèneres del singular es converteixen en un en el plural, considerant-se, a vegades, el plural com a quart gènere. Amb quatre casos i tres gèneres més el plural, hi ha 16 possibles combinacions de casos i gènere/nombre, tanmateix només hi ha 6 formes de l'article definit per a les 16 possibilitats. Normalment la declinació dels noms no es produeix en el substantiu mateix sinó en l'article o determinant i en els adjectius acompanyants. Tot i això, els noms només es flexionen en cas del neutre i masculí en el genitiu (afegint una –s o -es), en el plural en el datiu (afegint una –n) i en el cas de l'anomenada n-deklination (masculins acabats en –e, -and/-ant, -ent, -ist, -oge, -an entre d'altres, i neutres com Herz (cor) afegint una –n o –ns si és en genitiu). En cas del genitiu, el seu ús és escàs en la llengua informal i se substitueix per von+datiu.
En l'ortografia alemanya, els substantius s'escriuen en majúscula; açò facilita al lector la funció sintàctica de les paraules de dins de l'oració ("Es war einmal ein König" – 'Una vegada hi havia un rei').
Com altres llengües germàniques, l'alemany forma paraules compostes per l'esquerra en què la primera paraula modifica la segona: "Nachttisch" (nit+taula) és 'tauleta de nit' i en la composició de paraules normalment no hi ha cap mena de separació entre elles com en altres llengües germàniques. Moltes vegades, l'addició de paraules no té per què significar una suma de significats i se'n genera una de nova amb un significat nou com en: "frigorífic" és Kühlschrank (literalment, 'armari fresc'); televisor és Fernseher (literalment, 'visor llunyà'); telescopi és Fernrohr (literalment, 'tub llunyà'). Aquesta capacitat fa que l'alemany sigui una llengua molt flexiva quant a la generació de noves paraules i aquestes poden arribar a ser molt llargues. La paraula més llarga en alemany d'ús és Rindfleischetikettierungsüberwachungsaufgabenübertragungsgesetz ('Llei sobre la transferència de les obligacions de vigilància de l'etiquetatge de la carn de boví i la designació dels bovins').

### Flexió verbal
Els verbs en l'alemany estàndard es flexionen en:
- Un dels dos tipus de conjugacions, dèbil i fort (com a altres llengües germàniques).

(Hi ha també una tercera classe de verbs, coneguda com a mixta, que combina característiques d'ambdues conjugacions.)
- Tres persones: 1a, 2a i 3a.
- Dos nombres: singular i plural.
- Tres modes: indicatiu, subjuntiu (Konjunktiv I und II) i imperatiu.
- Dues veus verbals: activa i passiva; la passiva es compon de passiva estàtica i passiva dinàmica.
- Dos temps simples (present i pretèrit) i quatre temps composts (perfet, plusquamperfet, futur I i futur II).
- La distinció entre aspectes gramaticals es crea mitjançant la combinació del subjuntiu i el pretèrit, o mitjançant prefixos verbals.
- La distinció entre l'aspecte continu i no continu no existeix en l'alemany com en altres llengües com el català o l'anglès. Tanmateix, es pot fer èmfasi en la continuïtat d'un verb mitjançant la construcció: "sein" + am/beim + verb substantivat. (Ich bin am/beim Lesen 'Estic llegint').

Hi ha diverses maneres per a expandir, sovint radicalment, el significat de l'arrel d'un verb mitjançant l'addició de prefixos. Alguns dels prefixos tenen significat (per exemple: zer- es refereix a la destrucció de coses, com a zerreißen=destrossar, zerbrechen=trencar en trossos, zerschneiden=tallar a trossos); altres no tenen significat per ells mateixos i no hi ha relació entre verbs modificats amb el mateix prefix (com ara: ver-, com a versuchen=intentar, vernehmen=interrogar, verteilen=distribuir, verstehen=entendre). Més exemples: haften=enganxar, verhaften=empresonar; kaufen=comprar, verkaufen=vendre; hören=sentir, aufhören=deixar de; fahren=conduir, erfahren=aprendre.
Aquests verbs compostos poden ser separables o no. En els separables, el prefix i el verb se separen quan es conjuguen amb el prefix al final de la frase i, per a formar el participi passat, el prefix ge-, que marca el participi, va entre el prefix i el verb (prefix + ge+ verb en forma de participi). En els composts no separables, el prefix i el verb no se separen mai i per a formar el participi passat no hi ha l'afix ge.

### Sintaxi
L'ordre de l'oració alemanya és lleugerament flexible, però compta amb alguns punts fixos:
- El verb conjugat d'una oració enunciativa sempre va en la 2a posició de l'oració i si hi ha el cas que hi ha més d'un verb, els verbs no conjugats van al final.
- El subjecte d'una oració només pot anar o en 1a posició (Vorfeld) o tot seguit del verb (3a posició) si la 1a posició està ocupada per un complement circumstancial (Ergänzung) o un adverbi.

En cas de l'ordre en l'oració interrogativa és així:
- Només un verb:
  - (Partícula interrogativa) + verb + subjecte + complements?
- Més d'un verb:
  - (Partícula interrogativa) + verb conjugable o auxiliar + subjecte + complements + verb principal?

En cas de les oracions subordinades, en la clàusula subordinada el verb conjugat sempre va al final. De tota manera, la posició de la clàusula subordinada dins de l'oració principal pot anar en el Vorfeld o al final de la frase, però sempre està separada de la clàusula principal mitjançant una coma.
Molts verbs alemanys tenen prefix separable, sovint amb funció adverbial. Quan aquests verbs es conjuguen, el prefix se separa i va al final de la frase. Per exemple: mitgehen (lit. amb anar, anar-se'n amb algú) dona Gehst du mit? (lit. "vas tu amb?", Te'n vens (amb mi, amb nosaltres)?)

## Vocabulari
La major part del vocabulari alemany prové del germànic, tot i que hi ha un important nombre de préstecs del francès, de l'anglès (més recentment) i, sobretot, del llatí. De fet, qualsevol paraula procedent del llatí pot ser convertida en paraula alemanya seguint unes regles definides i el parlant que usa paraules construïdes d'aquesta manera partint del llatí sol ser considerat culte pels alemanys.

## Sistema d'escriptura i ortografia[calcitació]
L'alemany s'escriu usant l'alfabet llatí. A més de les vint-i-sis lletres bàsiques, l'alemany inclou tres vocals amb trema, ä, ö i ü, que representen les vocals metafonitzades o vocals amb Umlaut (metafonia). Potser el tret més característic de l'escriptura alemanya sigui l'existència del caràcter ß, anomenat Eszett o scharfes S (S picant) -sense relació amb la beta grega-, que a Suïssa no s'utilitza i és substituït per 'ss'. Aquesta lletra fou comuna a totes les llengües europees, inclòs el català, fins al segle xix.
Fins al 1941, l'alemany es va imprimir majoritàriament amb els caràcters tipogràfics de l'escriptura de fractura (en alemany: Frakturschrift), que se sol designar, a tort, amb el terme de lletra gòtica o escriptura gòtica. L‘escriptura de fractura es va desenvolupar a Alemanya com a lletra d'impremta a partir del segle xvi. El nom li'n ve del fet que les rodonors de l'escriptura gòtica medieval foren "fracturades" pels mestres impressors per fer que els mots compostos ocupessin menys espai i cabessin en una mateixa línia. El govern nacionalsocialista la va suprimir pels caràcters tipogràfics de tipus "llatí" i, un cop acabada la guerra, ja no es va recuperar. La versió manuscrita cursiva de l'escriptura de fractura es deia deutsche Kurrentschrift; l'última variant de la qual fou la Sütterlinschrift. El govern nacionalsocialista va suprimir l'escriptura Sütterlin el 1944. Després de la guerra, ja no es va tornar a recuperar. La majoria d'autors alemanys dels segles xix i xx (fins al 1950, si fa no fa) van escriure els seus manuscrits en aquest tipus de lletra cursiva, la qual cosa els fa totalment il·legibles per als investigadors moderns si, abans, no aprenen aquest tipus d'escriptura.
El 1901 es va convocar una conferència internacional que va redactar la Rechtschreibung der Deutschen Sprache (Ortografia de la llengua alemanya). L'última revisió va ser-ne el 1996, quan es van canviar prou aspectes de l'ortografia alemanya i fou molt polèmica pels lingüistes més conservadors. Aquesta reforma va ser consensuada per tots els estats germanoparlants en l'anomenada Rechtschreibreform. El procés d'adaptació d'aquesta reforma va ser des del 1996 fins al 2004, i tots els escrits han d'escriure's amb la nova reforma. Aquesta reforma consisteix en:
- La completa regularització de la es-zett "ß" i la "ss". Ara totes les vocals abans de "ß" són llargues. Es canvia la "ß" per "ss" en totes les paraules on la vocal anterior és curta.
  - daß → dass (que -conjunció-).
  - der Fluß → der Fluss (el riu).
- La separació d'alguns verbs compostos formats per un substantiu o verb + verb.
  - kennenlernen → kennen lernen (conèixer).
  - radfahren → Rad fahren (anar amb bici).
- Regulació de paraules amb múltiples consonants seguides.
  - Schiffahren → Schifffahren (anar amb vaixell) perquè Schiff (vaixell) + fahren (anar, conduir).
  - As → Ass (as) perquè el plural és Asses.
- Adaptació de paraules estrangeres arrelades en l'alemany
  - Els sufixos: -phon, -graph i -phot poden ser escrits amb f en comptes de ph.
- Aclareix el criteri de posar majúscula:
  - Es pot posar majúscula després d'una coma.
  - La majúscula en textos formals dels pronoms personals du, dein, ihr, ihn desapareix.

## Fonologia

### Vocals
En l'àmbit fonològic, l'alemany coneix l'existència de vocals breus i llargues, les quals, en l'àmbit fonètic, es poden realitzar sia com a vocals curtes, sia com a vocals duratives. Aquesta taula mostra les vocals excloent els diftongs (vegeu més avall):
|          | A    | Ä    | E        | I    | O    | Ö    | U    | Ü    |
| -------- | ---- | ---- | -------- | ---- | ---- | ---- | ---- | ---- |
| breus    | /a/  | /ɛ/  | /ɛ/, /ǝ/ | /ɪ/  | /ɔ/  | /œ/  | /ʊ/  | /ʏ/  |
| llargues | /ɑː/ | /ɛː/ | /eː/     | /iː/ | /oː/ | /øː/ | /uː/ | /yː/ |

Com a norma, la e breu es pronuncia [ɛ] en síl·labes tòniques (incloent-hi l'accent secundari) però [ǝ] en síl·labes àtones. Cal dir que la e breu tònica representa alhora la realització fonològica d'e i ä (hätte 'que jo tinguera' i Kette 'cadena'). Generalment, les vocals breus són obertes (‘no tenses’) i les llargues són tancades (‘tenses’). L'única excepció és en la Ä llarga, que és una e oberta "[ɛː]"; en algunes varietats de l'alemany estàndard, [ɛː] i [eː] s'han fusionat en [eː], eliminant aquesta anomalia. En aquest cas, parelles com Bären ['b̥ɛ:ʁǝn] o ['b̥ε͡:ɐ̯n]/Beeren ['b̥e:ʁǝn] o ['b̥e͡:ɐ̯n] 'ossos/baies' o Ähre ['ʔɛ:ʁǝ]/Ehre ['ʔe:ʁǝ] 'espiga/honor' esdevenen homòfons).
A la major part del territori alemany, la terminació -er àtona no es pronuncia [ər], sinó que es vocalitza en una a relaxada [ɐ]. Com per exemple: Vater —pare— es pronuncia ['fɑːtʿɐ].
Un cas de divergència sociofonètica és el representat per la pronúncia dels prefixos ver- i er àtons. Col·loquialment i en situacions de parla no formals, no es pronuncien [fε͡ɐ̯-] i [ε͡ɐ̯-], com exigeix la pronúncia estàndard, sinó que es vocalitzen en una a relaxada [ɐ]. A tall d'exemple: verloren ‘perdut’ esdevé així [fɐ'lo͡:ɐ̯n], però aquesta pronúncia està estigmatitzada en situacions de parla formal i entre les classes mitjana-alta.
També s'ha d'esmentar que les terminacions <-el>, <-em> i <-en> se solen pronunciar com a [-m̩], [-n̩] i [-l̩] en l'estàndard, donant origen d'aquesta manera a tres sonants, consonants que formen nucli de síl·laba. La terminació <-en> precedida de vocal (tipus: sehen ‘veure’, geschehen ‘passar, ocórrer’) es pot pronunciar de dues maneres: amb manteniment de la vocal [ə] ([ˈz̊eːən] / [ɡ̊əˈʃeːən]) -com exigeix l'estàndard- o amb pèrdua d'aquesta vocal ([ˈz̊eːn] / [ɡ̊əˈʃe:n]). L'anàlisi dels enregistraments musicals anteriors a 1950 palesa que el cantant o la cantant pronunciaven la [ə] o no depenent de la partitura més que no pas com a fruit d'una decisió pròpia condicionada pel seu origen diatòpic i/o social.
Que una vocal sigui breu o llarga és quasi sempre predictible; amb tot, sempre hi ha excepcions puntuals i també depèn de la regió:
- Si una vocal (diferent de i) és al final de síl·laba o seguida d'una consonant simple, es pronuncia normalment llarga (per exemple Hof [hoːf]).
- Si la vocal va seguida d'una consonant doble (ff, ss or tt), ck, tz, o un cúmul consonàntic (st o nd), és sempre curta (hoffen [ˈhɔfn̩] o, amb assimilació labiodental [hɔfɱ̍]). Les consonants dobles s'usen només per a aquesta funció; l'alemany només presenta consonants fonèticament geminades (o "llargues", com també se'ls sol designar popularment) en les juncions, com ara annehmen, einen Sack kaufen, etc.

Ambdues regles tenen excepcions (hat [hatʰ] 'té' és curta malgrat la primera regla; Kloster [kl̥oːstɐ] 'monestir' i Mond [moːntʰ] 'lluna' són llargues malgrat la segona regla). Per al cas de la i que no estigui en la combinació ie (fent-la llarga) ni seguida per una doble consonant o cúmul (fent-la breu), no hi ha cap regla general. En molts casos, hi ha diferències regionals: a l'Alemanya central (Hessen), la o en el cognom "Hoffmann" es diu llarga quan la resta d'alemanys la pronunciarien curta; també passaria el mateix amb la e en el nom de la regió "Mecklenburg" amb la gent que hi viu. La paraula Städte 'ciutats', és pronunciada amb una vocal llarga [ˈʃtɛ:tʿə] en l'estàndard (Marietta Slomka, ZDF Television), tot i que se sent pronunciada amb una vocal breu [ˈʃtɛtʿə] en boca d'alguns (Jan Hofer, ARD Television). Finalment, una vocal seguida per ch pot ser tan curta (Fach [fax] 'assignatura', Küche [ˈkʰʏçǝ] 'cuina'), tan llarga (Suche [ˈz̊uːxǝ] 'buscar', Bücher [ˈb̥yːçɐ] 'llibres') gairebé a l'atzar. Així, Lache [lɑ:xǝ] 'toll' i Lache [laxǝ] 'riure' (subst.), 'ric' (1a pers. sg. pres. ind. de riure), 'riu!' (Imp.) són homògrafs, però no pas homòfons.
Les vocals alemanyes poden formar aquests dígrafs (en escriptura) i diftongs (en pronunciació); cal tenir en compte que la pronunciació d'alguns d'ells (ei/ai, äu/eu) és molt diferent del que un s'espera:
| Ortografia | ai, ei, ay, ey | au   | äu, eu |
| Pronúncia  | /aɪ̯/           | /aʊ̯/ | /ɔʏ̯/   |

A banda, el dígraf ie generalment representa el fonema /i:/ i el so [iː] o [i], però no és cap diftong en la llengua estàndard actual. En la major part de les varietats alemanyes, una /r/ al final de la síl·laba, si va precedida de vocal llarga, es vocalitza. Tanmateix, aquesta seqüència de vocal llarga seguida de /r/ vocalitzada no és considerada com a diftong per la fonologia; per aquesta raó, en fonètica alemanya hom els designa amb el terme de diftong impropi: Bär [b̥ɛːɐ̯] 'os', er [ʔeːɐ̯] 'ell', wir [v̥iːɐ̯] 'nosaltres', Tor [tʰoːɐ̯] 'porta d'entrada', però, per contra, kurz [kʰʊʁt͡s] 'curt', Wörter [ˈv̥œʁtʿɐ] 'paraules'.
En alemany estàndard, els mots que comencen grafemàticament amb vocal tònica es pronuncien amb una oclusiva glotal sorda [ʔ] inicial. Així, Ähre ‘espiga’ es pronuncia ['ʔɛ:ʁǝ] en la pronúncia estàndard i Ehre ‘honor’, ['ʔe:ʁǝ].
Aquests diftongs no són pas els únics diftongs de l'alemany estàndard. Al seu costat cal esmentar encara d'una banda els nombrosíssims diftongs creixents de l'alemany: així, un mot com ara <Namibia> [nɑˈmi:bi̯͡ɑ] és trisil·làbic en alemany però tetrasíl·lab en català; un mot com ara <Legion> [leˈgi̯o:n] és bisíl·lab en alemany, però trisíl·lab en català. I, finalment, els denominats diftongs impropis de l'alemany, que són diftongs reals en l'àmbit fonètic, però fruit de la vocalització d'una antiga <r>, un tret evolutiu de la llengua moderna que no es reflecteix pas en l'ortografia: així, el mot <Kondor> ‘còndor’ [ˈkʰɔndo͡ɐ̯] acaba fonèticament en un diftong, encara que, ortogràficament, ho faci amb la seqüència <-or>.

### Consonants
- C per si mateixa no és una lletra alemanya. En paraules de préstec, es pronuncia normalment [ʦ] (abans de ä, äu, e, i, ö, ü, y) o [k]/[kʰ] (abans de a, o, u, o abans de consonants).
- Ch es pronuncia [ç] (després de ä, ai, äu, e, ei, eu, i, ö, ü i després de consonants) o [x] (després a, au, o, u). En alguns dialectes (especialment, a Renània (oest d'Alemanya)) es pronuncia sempre com a [ɕ],[29] un so que els alemanys d'altres contrades solen sentir com a [ʃ], incapaços tot sovint de sentir la diferència entre Kirche [ˈkʰɪʁɕǝ] (estàndard: [ˈkʰɪʁçǝ]) ‘església’ i Kirsche [ˈkʰɪʁʃǝ] ‘cirera’). Gent d'aquestes regions solen ultracorregir-se quan parlen alemany estàndard, pronunciant algunes [ʃ] com a [ç]. En una paraula patrimonial alemanya el grup grafemàtic ch mai no es troba en inici de mot. En mots de préstec, el grup consonàntic Ch en inici de mot no té una pronunciació concreta, podent-se pronunciar [ç], [k] o [ʃ] depenent del dialecte. Per exemple, la paraula Chemie (química) es pot pronunciar [keˈmiː] (sud d'Alemanya, Àustria i Suïssa-estàndard), [çeˈmiː] (nord d'Alemanya), [χeˈmiː] (Suïssa-schwyzertüütsch) i, fins i tot, [ʃeˈmiː].[30]
- H es pronuncia aspirada com en anglès a començament de síl·laba. Després d'una vocal generalment no es pronuncia. En aquesta posició sol tenir un ús purament grafemàtic per a indicar que la vocal precedent és fonològicament llarga (gehen (anar) = ['ɡ̊eːn] o ['ɡ̊eːǝn][31], kahl (calb) = ['kʰɑːl]). Cal dir que la <h>, quan es pronuncia en posició intervocàlica dins la cadena fònica, no sol pronunciar-se com a [h], sinó com a la sonora [ɦ]. Així, un mot com a Uhu (duc, ocell) es pronuncia [ˈʔu:ɦu], Bahnhof (estació de tren), es pronuncia [ˈb̥ɑ:nɦof].
- W es pronuncia [v] com v en valencià o balear (was (què) [v̥as]), per bé que en alemany estàndard aquest so s'hi realitza com a fortament dessonoritzat, és a dir, [v̥], depenent de la posició.
- S es pronuncia de quatre maneres diferents:

Tant la [s] sorda alemanya com la [z] sonora i la [z̊] sonora dessonoritzada es pronuncien diferents de la s sonora i de la s sorda del català i del castellà (zebra, casa vs. caça). Per això, en estudis de fonètica contrastiva i en els treballs de didactització de la fonètica alemanya per a catalanoparlants i castellanoparlants, les sibilants del català i del castellà s'hi representen mitjançant [σ] i [ζ].
- [z̊], és a dir, com una s sonora dessonoritzada si es troba a començament de paraula seguida de vocal: v.g. Sohn ‘fill’ ['z̊oːn]).

- [z], és a dir, com a s sonora, quan es troba entre dues vocals: v. g. Hase ‘llebre’ [ˈhɑːzǝ]);

- [s], és a dir, com a s sorda, en tots els altres casos (és a dir, a final de síl·laba i de mot): v. g. Bus ‘autobús’ ['b̥ʊs]). En interior de paraula entre vocals, les grafies ss i ß també s'usen per a representar grafemàticament la [s] sorda. La s sonora i la s sorda en alemany només poden trobar-se en oposició fonològica en interior de mot entre dues vocals: v. g. Hase [ˈhɑːzǝ] ‘llebre’ vs. hasse [ˈhasǝ] ‘odio’).

- [ʃʷ], és a dir, com una [ʃ] fortament labialitzada[32] en els grups st i sp en inici de mot.

- Sch es pronuncia [ʃ] (com a "Xàtiva", però en alemany és labialitzada!).
- Dsch es pronuncia [d͡ʒ] (com a "platja"): Dschungel [ˈd͡ʒʊŋl̩].
- Z es pronuncia sempre [t͡s] (zog [ˈt͡soːkʰ]).
- F es pronuncia [f].
- V es pronuncia [f] en paraules d'origen germànic (Vater ‘pare’ [ˈfɑːtʿɐ]) i en paraules d'origen al·loglòtic, però integrades d'antic en l'alemany (Vers [ˈfɛʁs] ‘vers’) i [v] o [v̥] en els altres casos (Vase ‘gerro’ [ˈv̥ɑːzǝ]).
- ß (mai no és a començament de paraula. Es pronuncia sempre [s]. El nom de la lletra és Eszett [ɛsˈt͡sɛtʰ].
- Cal indicar, finalment, que l'alemany coneix una consonant [ʔ], oclusiva glotal sorda, que no té representació grafemàtica, però que apareix davant tota vocal tònica que es trobi en inici absolut de mot. Si el mot comença amb vocal, però aquesta no és tònica, la [ʔ] no apareix pas en la pronúncia.

## Noms de l'alemany en altres llengües
Arran de la història turbulenta tant d'Alemanya com de la llengua alemanya, els noms que els altres pobles escolliren per a referir-s'hi varien més que per a la majoria d'altres llengües.
En general, els noms de la llengua alemanya es poden classificar en cinc grups d'acord amb el seu origen:
| 1. Del fràncic thiodisc/thiudisc, directament de l'alemany o adaptacions del mot italià i/o francès: - Afrikaans: Duits - Alemany: Deutsch - Castellà (ant.): tudesco - Català (ant.): tudesc, (✝) tiès - Coreà: 독일어, 獨逸語 (dogileo) - Danès: tysk - Feroès: týskt - Francès: tudesque, (✝) tiois/thiois (→ francès modern arcaic thieux) - Ídix: טײַטש (daytsch o daytsh) - Islandès: þýska, (✝) þýzka, (✝) þýðverska - Italià: tedesco - Japonès: ドイツ語 (doitsugo) - Marathi: Daitya Bhaasha - Neerlandès: Duits, (✝) Duitsch, (✝) Duutsch, (✝) Diets, (✝) Dietsch - Noruec: tysk - Romanx: tudestg - Suec: tyska - Vietnamita: tiếng Đức - Xinès: 德语 (déyǔ) o 德意志语 (déyìzhiyǔ) | 2. Del llatí Germania o germanicus o de l'anglès German: - Albanès: gjermanishte - Amhàric: ጀርመን (järmän) - Anglès: German - Armeni: գերմաներեն (Germaneren) - Esperanto: germana lingvo - Georgià: გერმანული (germanuli) - Grec: Γερμανικά (germaniká) - Hebreu: גרמנית (germanit) - Irlandès: Gearmáinis - Malai/indonesi: bahasa Jerman - Maltès: Ġermaniż - Romanès: germană - suahili: kijerumani - Tailandès: ภาษาเยอรมัน (phasa yenman) | 3. Del nom de la tribu saxona: - Estonià: saksa - Finès: saksa - Norrè occidental antic: saxneska |
| 4. De l'antic mot eslàvic per "mut": - Búlgar: немски - Croat: njemački - Eslovac: nemčina - Eslovè: nemščina - Hongarès: német - Polonès: niemiecki - Romanès: nemţeşte - Rus: неме́цкий [язы́к] - Serbi: nemački - Txec: němčina - Ucraïnès: німецька | 5. Directament del nom de la tribu alamànica o adaptacions del francès medieval: - Àrab: ألمانية (alimāniyyah) - Basc: alemanera - Bretó: alamaneg - Català: alemany - Castellà: alemán - Francès: allemand - Gal·lès: Almaeneg - Khmer: (/pʰiːəsaː aːləmɒŋ/) - Malagasi: alema - Occità: alemand - Persa: آلمانی (Âlmâni) - Portuguès: alemão - Tagalog: Aleman - Turc: Almanca                                                              | 6. Per assignar: - Letó: vācu - Lituà: vokiečių [kalba]                                           |

El laosià és únic en el sentit que sota la influència tant de l'anglès "German" com del francès (la llengua colonial) "Allemand", escollí un entremig: ພາສາເຢຍລະມັນ (phaxa yeylaman), que tant podria aparèixer en la categoria 2 com en la 5. Diverses altres llengües tenen també noms alternatius pertanyents a una altra categoria, si bé no són tan corrents com els mostrats a la llista anterior:
- En català i castellà, els mots tudesc i tudesco, respectivament, pertanyerien a la primera categoria.
- El romanès emprava tradicionalment el terme eslau "nemţeşte" (grup 4), però "germană" (grup 2) és ara àmpliament utilitzat. L'hongarès "német" és un manlleu eslau, i el nom en àrab d'Àustria, النمسا ("an-namsa"), en deriva.
- El suahili, arran de les influències colonials, té dos noms per a anomenar l'alemany: kidachi (grup 1) i kijerumani (grup 2). En tots dos casos, la partícula inicial ki indica que és el nom d'una llengua. Kidachi és una forma arcaica i rara, explicable per la colonització alemanya de Tanzània fins al final de la Primera Guerra Mundial. Kijerumani prové de la colonització anglesa.